# Bald’s Leechbook

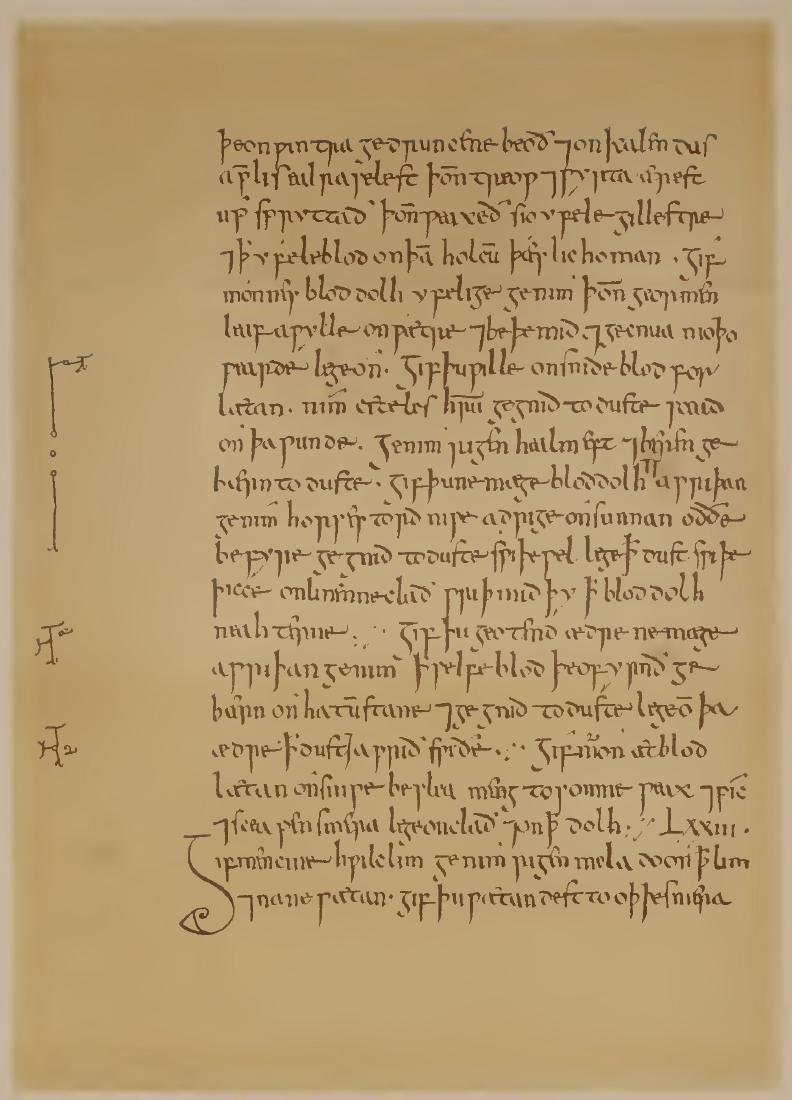
Eine Seite aus Bald’s Leechbook.

Bald’s Leechbook (übersetzt: Balds Arzneibuch; auch Balds laeceboc und Medicinale Anglicum genannt) ist eine altenglische medizinische Handschrift aus dem 10. Jahrhundert, die vermutlich aufgrund der Reformen von Alfred dem Großen kompiliert wurde. Sie wird heute in der British Library als Royal 12, D xvii verwahrt und ist Gegenstand aktueller Forschung.

## Aufbau
Die Handschrift enthält zwei Bücher, die nach der damals in Arzneibüchern üblichen Herangehensweise Krankheiten vom Kopf bis zum Fuß ordnen. Dabei behandelt das erste Buch äußerliche Leiden, das zweite die Innere Medizin. Bemerkenswert ist die erste Erwähnung plastischer Chirurgie in einer angelsächsischen Quelle, nämlich die Behandlung einer Lippen-Kiefer-Gaumenspalte in Kapitel 13 des ersten Buches. Als Hauptquellen für die Rezepte gelten Galenos, Philagrios, Antyllos und Soranos von Ephesos.
Das angefügte Leechbook iii enthält im Gegensatz zu den beiden ersten Büchern kaum Einflüsse aus dem mediterranen Raum.

## Anweisungen
Zur Behandlung von Kopfschmerzen wird Gewimpertes Kreuzlabkraut, gegen Frostbeulen eine Mischung aus Eiern, Wein und Fenchelwurzel empfohlen. Gemeiner Odermennig wird, in Milch gekocht, gegen Erektile Dysfunktion genannt, in Bier gekocht soll die Wirkung gegenteilig sein.
Ein Rezept zur Behandlung von Herpes Zoster enthält Bestandteile von 15 verschiedenen Bäumen, darunter Apfel, Weide, Esche und Eiche.
Auch Zaubereien sind enthalten: Gegen Schmerzen sollen die Worte Bless all the works of the lord of lords in den Griff eines Dolches eingeritzt werden. Es wird darauf verwiesen, dass ein Elf die Schmerzen verursachen könnte.
Am 30. März 2015 gab die Universität Nottingham die Erforschung eines Augenheilmittels aus zwei Allium-Arten, Wein und Ochsengalle bekannt. Erste Ergebnisse in vitro und in vivo (durchgeführt in Texas) deuten auf eine Wirksamkeit gegen antibiotikaresistente Bakterien hin. Bereits 2005 hatte ein Team das Rezept untersucht, allerdings ohne Erfolg. Michael Drout, der an den Forschungen 2005 beteiligt war, begrüßte jedoch die neuen Ergebnisse in seinem Blog.
| Augensalbe des Bald: Wyrc eagsealfe wiþ wænne, genim cropleac 7 garleac begea emfela, gecnuwa wel tosomne, genim win 7 fearres geallan begea emfela, gemeng wiþ þy leace, do þonne on arfæt, læt standan nigon niht on þam arfate, awring þurh claþ 7 gehlyttre wel, do on horn 7 ymb niht do mid feþere on þæt eage, se betsta læcedom. Übersetzung: Fertige eine Augensalbe gegen ein Gewächs am Auge an: nimm Porree und Knoblauch, von beidem gleich viel, zerstoße gut zusammen, nimm Wein und Rindergalle, von beidem gleich viel, vermenge mit dem Lauch (i.e. Porree und Knoblauch); gib dann in ein ehernes Gefäß, lass neun Nächte lang in dem ehernen Gefäß stehen; wringe durch ein Tuch und reinige gut, gib in ein Horn und trage nachts mit einer Feder auf das Auge auf – das beste Heilmittel. |

Auch Ernährungs- und Verhaltensregeln sind im Leechbook enthalten:
| Regeln für Schwangere: Georne is to wyrnanne bearneacum wife þæt hio aht sealtes ete oððe swetes oððe beor drince; ne swines flæsc ete ne naht fætes; ne druncen gedrince, ne on weg ne fere; ne on horse to swiðe ride þy læs þæt bearn of hire die ær tide. Übersetzung: Eine schwangere Frau sollte ernsthaft davor gewarnt werden, etwas zu Salziges zu essen oder etwas zu Süßes oder Bier zu trinken; Schweinefleisch zu essen oder Fettes; bis zur Trunkenheit zu trinken oder eine Reise zu unternehmen; zu viel auf einem Pferd zu reiten, damit ihr Kind nicht schon vor der Geburt stirbt. |

## Inhalt
- ff. 1–6v Inhaltsangabe Leechbook i.
- ff. 6v-58v Leechbook i.
- ff. 58v-65 Inhaltsangabe Leechbook ii.
- ff. 65–109 Leechbook ii. 68 Rezepte.
- f. 109 Lateinisches Kolophon, das Bald als Besitzer und Cilad als Kompilator nennt.
- ff. 109–127v Leechbook iii. 73 Rezepte, die nicht direkt mit Bald in Verbindung gebracht werden.
- ff. 127v De urinis.

## Editionen
- T. O. Cockayne: Leechdoms Wortcunning, and Starcraft of Early England Being a Collection of Documents, for the Most Part Never Before Printed Illustrating the History of Science in this Country Before the Norman Conquest, 3 vols., London: Rerum Britannicarum Medii Ævi Scriptores (Rolls Series) 35 i–iii, 1864–6 (reprint 1965) vol. 2.
- Leonhardi: Kleinere angelsächsische Denkmäler I, Bibliothek der angelsächsischen Prosa 6, Kassel, 1905.
- C. E. Wright (Hrsg.): Bald’s Leechbook: British Museum Royal manuscript 12 D.xvii, with appendix by R. Quirk. Early English Manuscripts in Facsimile 5, Copenhagen : Rosenkilde and Bagger, 1955
- Felix Hausleitner: Das altenglische Læceboc I und II: Textausgabe, Übersetzung, Kommentar. München: Utz Verlag, 2020.